# Faverolles-sur-Cher
Faverolles-sur-Cher település Franciaországban, Loir-et-Cher megyében. Lakosainak száma 1426 fő (2022. január 1.). Faverolles-sur-Cher Céré-la-Ronde, Chissay-en-Touraine, Montrichard-Val-de-Cher, Saint-Georges-sur-Cher és Saint-Julien-de-Chédon községekkel határos.

## Népesség
A település népességének változása:
| Lakosok száma | 762  | 1008 | 1056 | 1237 | 1316 | 1357 | 1386 | 1388 | 1397 | 1426 |
|               | 1968 | 1982 | 1990 | 2006 | 2013 | 2015 | 2017 | 2019 | 2020 | 2022 |